# فرانسوا رينو
فرانسوا رينو (بالفرنسية: François Renaud)‏ هو عضو في المقاومة الفرنسية ‏ وقاضي فرنسي، ولد في 5 مارس 1923 في تونكين في فيتنام، وتم اغتياله في 3 يوليو 1975 في ليون في فرنسا.